# L'Homme de papier
Pour plus de détails, voir Fiche technique et Distribution.
L’Homme de papier (Paper Man) est un téléfilm américain diffusé dans l'émission de première partie de soirée de CBS-TV "Friday Night Movies". Ce film visionnaire aborde les perspectives criminelles qu'ouvre l'informatisation, notamment par le biais de l'usurpation d'identité. En France, il a été diffusé dans le cadre de l'émission Les Dossiers de l'écran (avril 1979).

## Synopsis
Quatre étudiants de première année (Dean Stockwell, Stefanie Powers, James Stacy et Tina Chen) découvrent par jeu qu'avec l'ordinateur de leur université, ils peuvent créer de toutes pièces une fausse carte de crédit : l'identité du porteur est entièrement fictive, et les sommes créditées peuvent être effacées au fur et à mesure des retraits ; mais aucun des jeunes fraudeurs ne se doute qu'une autre personne est derrière l'ordinateur, et a conçu son propre programme pour exploiter la situation...

## Fiche technique
- Titre : L'Homme de papier
- Titre original : Paper Man
- Réalisateur : Walter Grauman
- Producteur : Richard N. Gladstein

## Distribution
- Dean Stockwell : Avery Jensen
- Stefanie Powers : Karen McMillan
- James Stacy : Jerry
- Tina Chen : Lisa
- Elliott Street : Joel Fisher
- James Olson : Art Fletcher